# 北红村
53°30′4.81″N 123°3′54.01″E / 53.5013361°N 123.0650028°E
北红村位于中国黑龙江省漠河市北极镇，号称中国最北的村庄，尚未發展旅遊事業。北红村舊名大草甸子村，位于53°30′0″N 123°3′0″E / 53.50000°N 123.05000°E，比号称中国最北的“北极村”（53°28′45.61″N 122°21′36.88″E / 53.4793361°N 122.3602444°E）更北，但在中国大陆出版的地图中由于绘制扭曲而显示的比北极村更南。大草甸子村东侧曾有乌苏里村（53°33′4.54″N 123°17′17.15″E / 53.5512611°N 123.2880972°E），无论在中国大陆出版的地图中还是实际地理位置均比北极村和北红村更北，但该聚落今已经无存。 